# Número de Sherwood
El número de Sherwood (Sh) es un número adimensional utilizado en transferencia de masa. Representa el cociente entre la transferencia de masa por convección y difusión.

## Etimología
El número de Sherwood se llama así en honor a Thomas Kilgore Sherwood (1903 - 1976).

## Simbología
| Símbolo                           | Nombre                                              | Unidad |
| --------------------------------- | --------------------------------------------------- | ------ |
| {\displaystyle \mathrm {Re} }     | Número de Reynolds                                  |        |
| {\displaystyle \mathrm {Sc} }     | Número de Schmidt                                   |        |
| {\displaystyle \mathrm {Sh} }     | Número de Sherwood                                  |        |
| {\displaystyle \mathrm {Sh} _{0}} | Número de Sherwood debido solo a convección natural |        |
| {\displaystyle D}                 | Difusividad del componente                          | m2 / s |
| {\displaystyle K_{c}}             | Coeficiente global de transferencia de masa         | m / s  |
| {\displaystyle L}                 | Longitud característica                             | m      |

## Descripción
Se define como:
{\displaystyle \mathrm {Sh} ={\frac {K_{c}\;L}{D}}}
Utilizando análisis dimensional, se puede definir como una función de número de Reynolds y número de Schmidt.
| Ecuación                                                                                  | Observación            |
| ----------------------------------------------------------------------------------------- | ---------------------- |
| {\displaystyle \mathrm {Sh} =\mathrm {Sh} _{0}+C\ \mathrm {Re} ^{m}\ \mathrm {Sc} ^{1/3}} | Para esfera simple     |
| {\displaystyle \mathrm {Sh} =2+0.552\ \mathrm {Re} ^{1/2}\ \mathrm {Sc} ^{1/3}}           | Ecuación de Froessling |

Esta forma es aplicable a difusión molecular desde una simple partícula esférica. Es particularmente valiosa para situaciones en las que el número de Reynolds y número de Schmidt, ya son conocidos.
Es el análogo en transferencia de masa al número de Nusselt usado en transferencia de calor.
| Ecuación                                                                        | Valor                                    | Valor                                    | Nombre                       |
| ------------------------------------------------------------------------------- | ---------------------------------------- | ---------------------------------------- | ---------------------------- |
| {\displaystyle \mathrm {Nu} =2+0.6\ \mathrm {Re} ^{1/2}\ \mathrm {Pr} ^{1/3}}   | {\displaystyle 0\lneq \mathrm {Re} <200} | {\displaystyle 0\lneq \mathrm {Pr} <250} | Correlación de Ranz-Marshall |
| {\displaystyle \mathrm {Sh} =2+0.552\ \mathrm {Re} ^{1/2}\ \mathrm {Sc} ^{1/3}} | {\displaystyle 0\lneq \mathrm {Re} <200} | {\displaystyle 0\lneq \mathrm {Sc} <250} |                              |

Este es una muy concreta forma de demostrar las analogías entre diferentes formas del fenómeno de transporte.
- Datos: Q901815